# Marlene Sibelya Mbaloula
Marlene Sibelya Mbaloula, née le 20 septembre 1992, est une haltérophile congolaise.

## Carrière
Elle est médaillée de bronze aux Jeux africains de 2015 à Brazzaville dans la catégorie des moins de 58 kg.